# Markthalle Hamburg

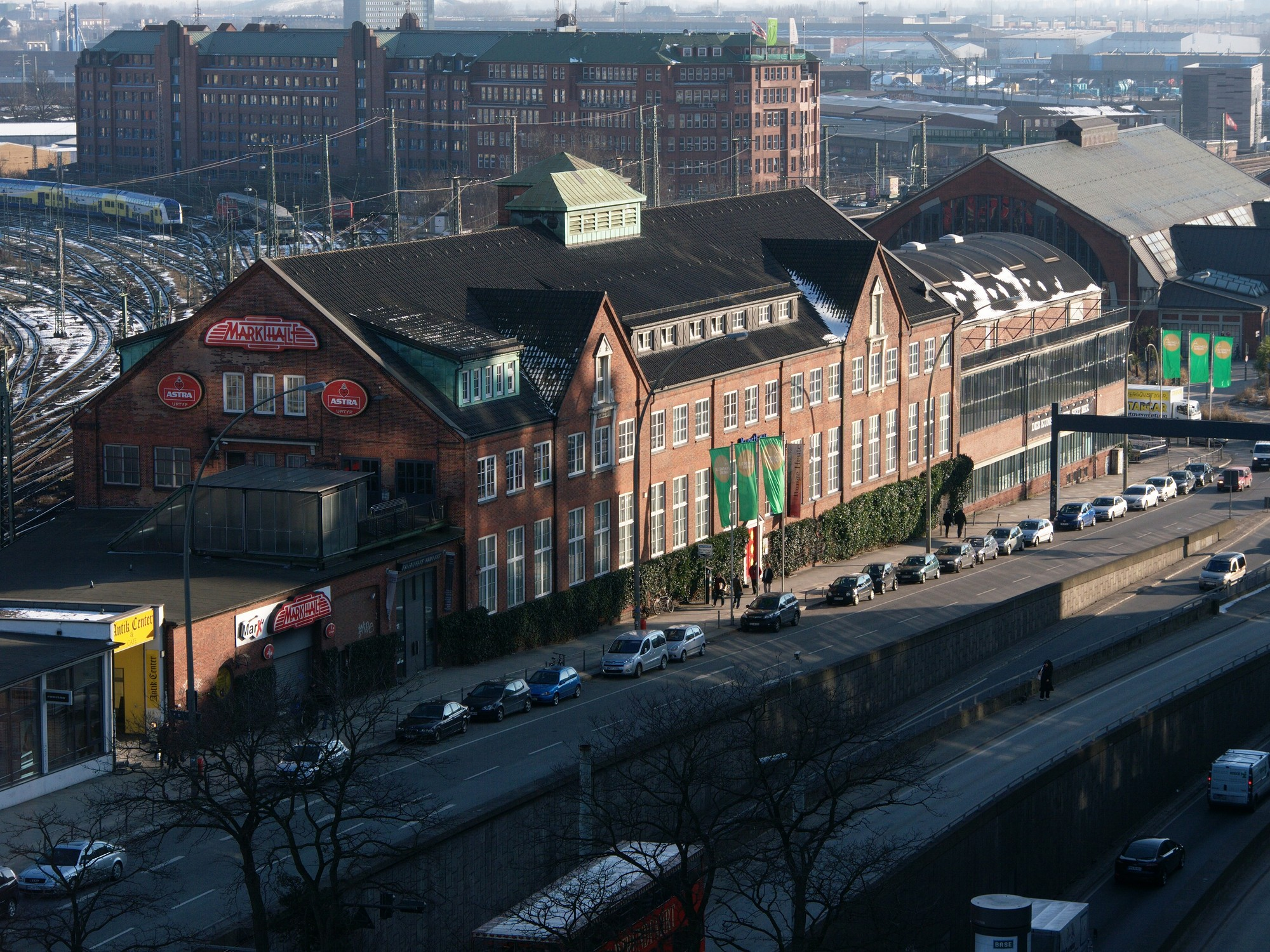
Die Markthalle, vom Klosterwall aus nördlicher Richtung gesehen

Die Markthalle Hamburg ist ein Gebäudekomplex am Klosterwall im Hamburger Stadtteil Hammerbrook in der Nähe des Hauptbahnhofes. Sie besteht aus dem Kultur- und Veranstaltungszentrum Markthalle sowie aus Einrichtungen der Kunstmeile und ist u. a. Sitz des Hamburger Kunstvereins und des Kunsthauses Hamburg.

## Lage und Umgebung
Das Gebäude ist auf seiner östlichen Seite an den Ausfahrtgleisen des Hauptbahnhofs Richtung Süden gelegen. Auf den drei anderen Seiten ist es von mehrspurigen Straßen umgeben, im Süden liegen Deichtorplatz und Deichtortunnel, im Westen der Klosterwall mit der Einfahrt zum Wallringtunnel. Im Norden liegt die Altmannbrücke zwischen Steinstraße und Kurt-Schumacher-Allee.
Die Umgebung ist architektonisch funktionell geprägt: Jenseits der Bahngleise liegt das ehemalige Postamt am Hühnerposten, heute Sitz der Zentralbibliothek der Hamburger Öffentlichen Bücherhallen, im Münzviertel. Im Westen am Klosterwall reihte sich bis 2019 die City-Hof-Hochhauskette aus den 1950er Jahren, an deren Stelle derzeit ein neuer Baukomplex errichtet wird. Im Süden sind die heute ebenfalls als Ausstellungs- und Veranstaltungszentrum genutzten Deichtorhallen gelegen.

## Architektur

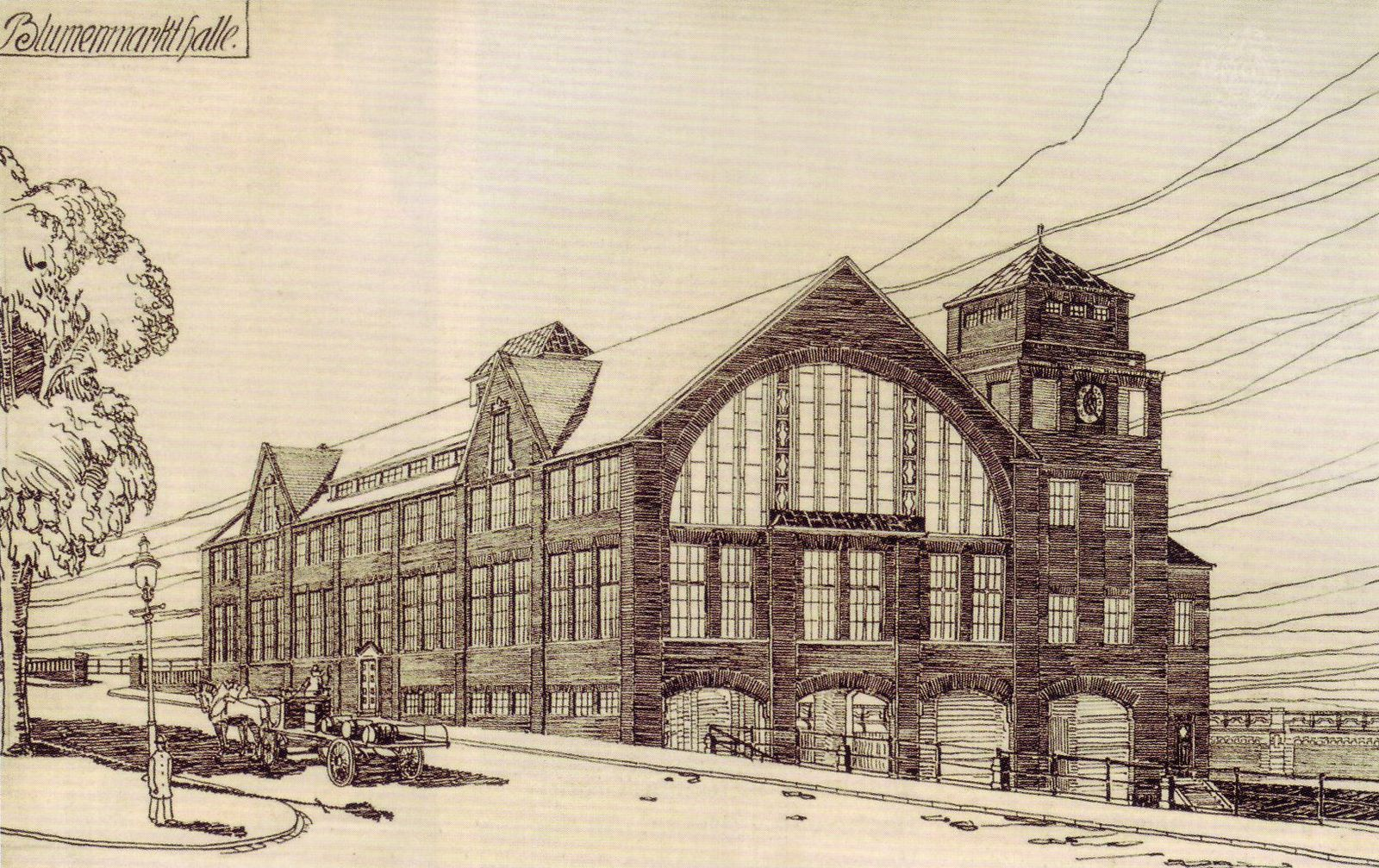
Schumachers Entwurf für die "Blumenmarkthalle", der südliche Anbau erfolgte erst nach 1945

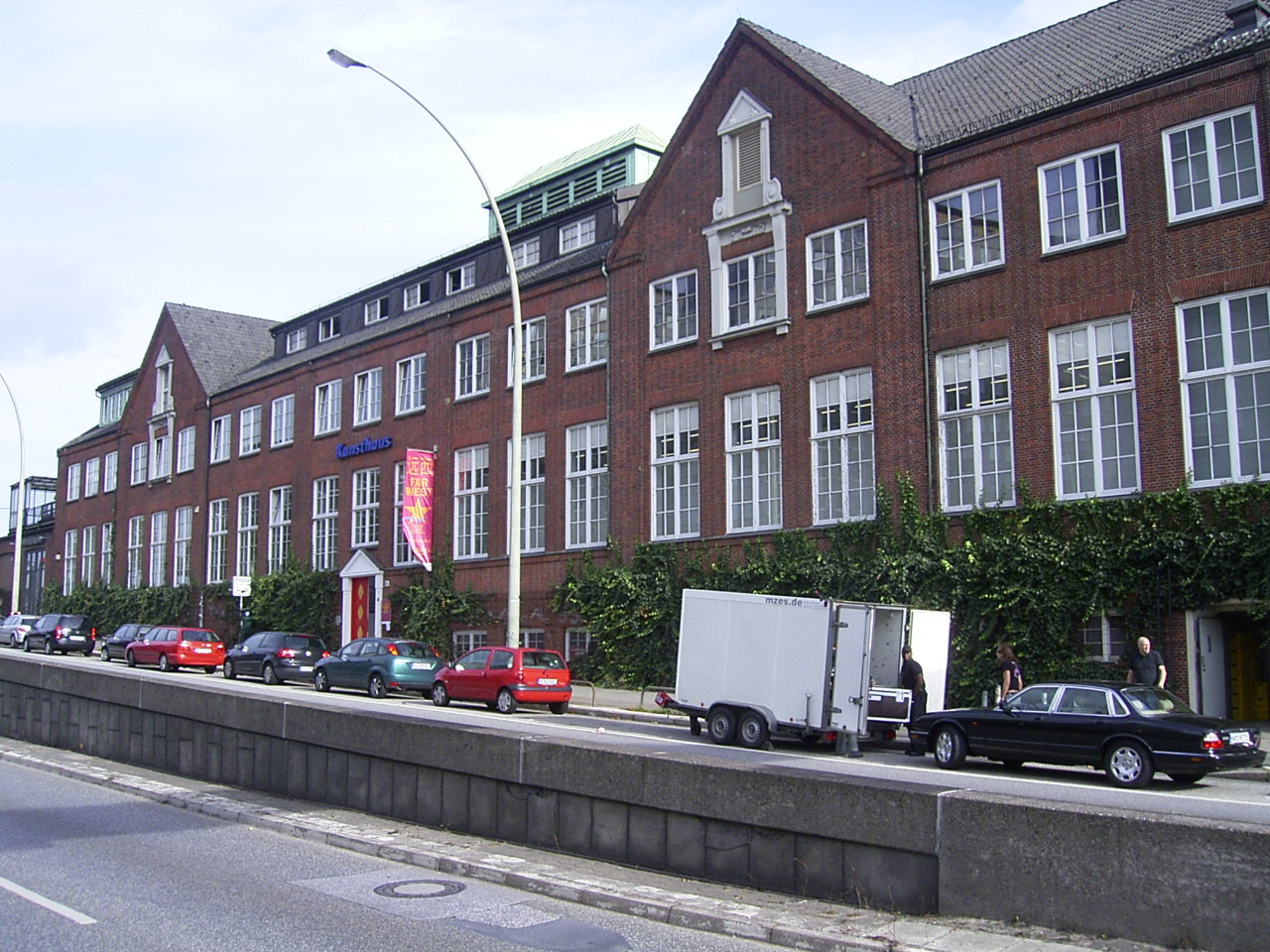
Haupthaus, im Erdgeschoss das Kunsthaus, oben das Veranstaltungszentrum Markthalle.

Der von Fritz Schumacher 1913 erbaute rotgeklinkerte Gebäudekomplex besteht im Wesentlichen aus drei Teilen: Im südlichen Anbau hat u. a. der Kunstverein seinen Sitz. Dieser in den 1990ern grundsanierte Gebäudeteil weist ein silbriges Tonnendach und große Glasfronten auf.
Im Haupthaus mit seinem Spitzdach ist das Veranstaltungszentrum Markthalle angesiedelt. Es besteht aus dem Großen Saal im ersten Stock für 1.000 Besucher, in dem zumeist Konzerte stattfinden. Im unter dem Dach gelegenen Kunstraum, früher auch Kleiner Saal, für maximal 300 Besucher finden Unplugged-Konzerte, Lesungen, Club-Nächte, Kinderfeste oder Schallplatten-Börsen statt. Das MarX, an der Ostseite auf der Ebene des Großen Saals mit einer Fensterfront zu den Bahngleisen gelegen, ist clubähnlich ausgebaut. Es fasst maximal 200 Zuschauer. Das 300 Quadratmeter große Foyer verfügt ebenfalls über eine Bar sowie über einen Imbiss. Der Zugang erfolgt über eine Außentreppe und Terrasse im ersten Stock. Im Erdgeschoss ist das Kunsthaus Hamburg angesiedelt, das Untergeschoss des an einem Abhang liegenden Baus technischen Einrichtungen (Backstage-Bereich, Aufzüge) vorbehalten.
In den nördlichen Anbauten haben weitere Einrichtungen der Kunstmeile, so das Galeriehaus Hamburg, sowie ein Antikmarkt und ein Taschengeschäft ihren Sitz. Der nördlichste Teil dieses Gebäudeabschnitts wird von der DB Netz AG genutzt.

## Geschichte des Gebäudes
An der Stelle des heutigen Markthallen-Gebäudes befand sich bis 1906 der Bahnhof Hamburg Klosterthor, der damalige östliche Endpunkt der Hamburg-Altonaer Verbindungsbahn. Die Markthalle wurde 1913 als Blumen- und Gemüsehalle des Großmarktes Hamburg erbaut. Der Großmarkt wurde jedoch sukzessive in Neubauten verlagert: 1962 erfolgte die Eröffnung der neuen Großmarkthalle. Der Blumengroßmarkt wurde in die Deichtorhallen verlegt. Darauf folgte 1984 eine weitere Verlegung in eine Erweiterung der Großmarkthalle, so dass Markthalle und die Deichtorhallen für kulturelle Nutzung frei wurden. 1976/77 erfolgte der Umbau des zentralen Gebäudeteils der Markthalle zu einem Veranstaltungszentrum, das am Silvestertag 1976 mit einem Konzert der Krautrock-Gruppe Embryo eröffnet wurde.
Seitdem haben dort nach Angaben der Betreiber mehr als 10.000 Veranstaltungen mit knapp 2.000.000 Besuchern stattgefunden. Andere Quellen sprachen bereits 1997 von 7.000 Veranstaltungen und 9.000 Bands. Unter anderem spielten dort folgende Künstler: AC/DC, B. B. King, Bon Jovi, The Clash, Fischer-Z, Herbert Grönemeyer, Guns n’ Roses, BAP, Iron Maiden, Judas Priest, Marius Müller-Westernhagen, Metallica, Motörhead, Nirvana, The Police, Iggy Pop, R.E.M., Run-D.M.C., die Scorpions, U2.
Aber auch andere Veranstaltungen fanden hier statt, wie japanisches Theater, Lesungen von Douglas Adams und Charles Bukowski oder eine Videokunst-Ausstellung von Brian Eno.
Zwischenfälle gab es überwiegend in der Zeit der Punk-Kultur, etwa als die Polizei 1983 ein Konzert der britischen Band Toy Dolls nach einer Schlägerei beendete, sowie nach einer Prügelei beim Konzert von The Clash.

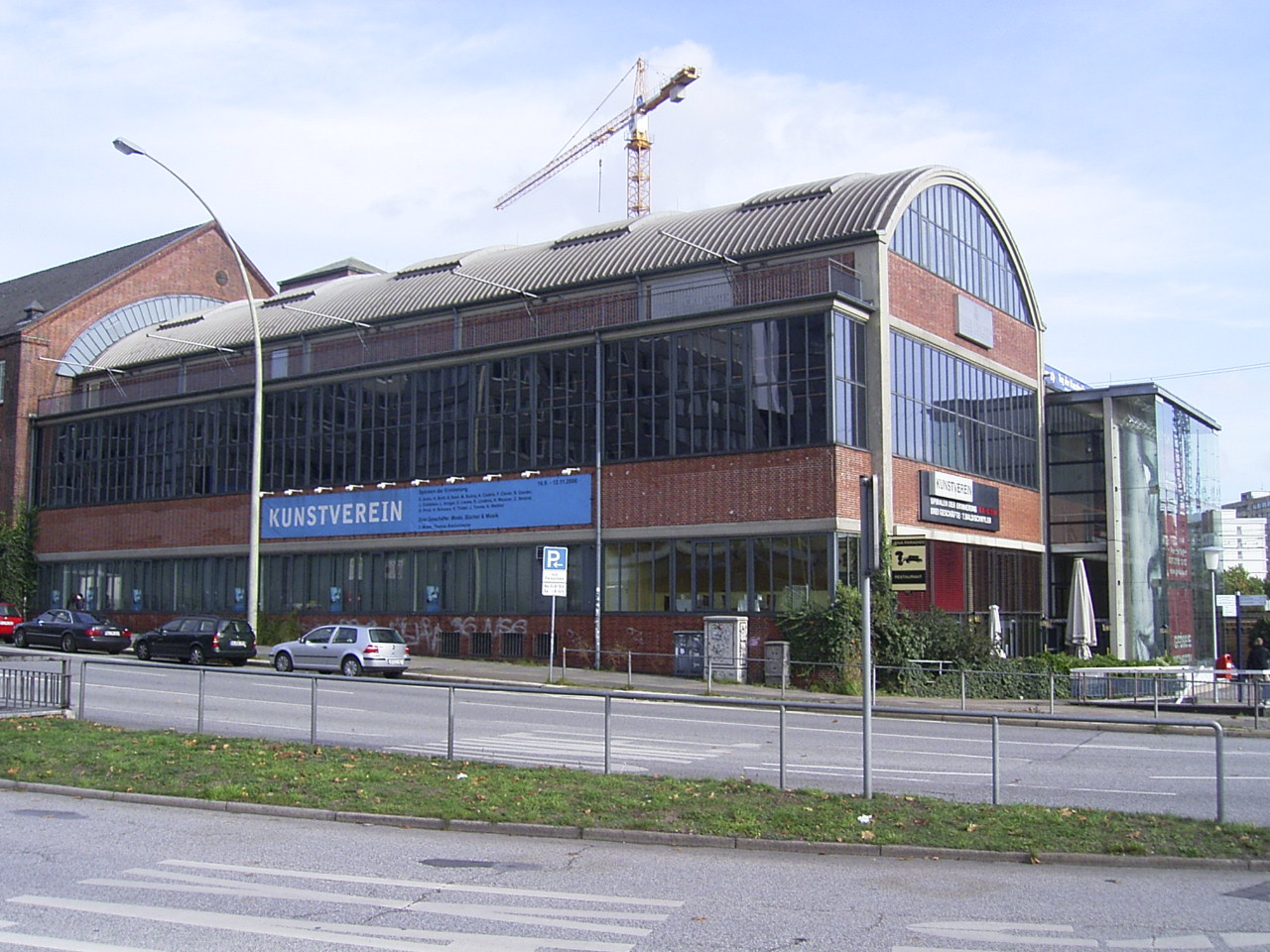
Südlicher Anbau mit Sitz des Kunstvereins in Hamburg.

1992 beschloss die Hamburger Bürgerschaft in der Ägide von Kultursenatorin Christina Weiss den Umbau der übrigen Gebäudeteile zur Kunstmeile. Hierfür wurden Finanzmittel in Höhe von etwa neun Millionen Mark zur Verfügung gestellt. Die Leitung der Baumaßnahmen wurde dem Architekten Alsop & Störmer übertragen. Der südliche Teil des Gebäudes wurde zum Sitz des Kunstvereins ausgebaut. Weiter zogen die Freie Akademie der Künste im südlichen und der Berufsverband Bildender Künstler (BBK) im nördlichen Gebäudeteil ein. Das Kunsthaus Hamburg (gegründet 1963) fand seinen Sitz im Erdgeschoss des Haupthauses. Diese Einrichtungen mussten dem Neubau der Kunstinsel mit der Galerie der Gegenwart neben der Kunsthalle weichen. In allen Teilen der Gebäudeanlage gibt es Räumlichkeiten für Ausstellungen. Am 6. September 1993 eröffnete Kultursenatorin Weiss das neue Kunstzentrum.
Am 4. Oktober 1993 wurde die erste Ausstellung in den neuen Räumen des Kunsthauses Hamburg eröffnet. Seitdem  standen dem Kunstverein 2.500 Quadratmeter, dem BKK knapp 1.000  und der Freien Akademie der Künste 700 Quadratmeter Fläche zur Verfügung. Weitere Umbauten fanden bis etwa 1995 statt. So mietete etwa Hans Barlach, Enkel von Ernst Barlach weitere Fläche für zeitgenössische Installationen. Auch weitere Vereine wie die Künstler-Selbsthilfe oder Kunstkontakt verlegten ihr Quartier in das Gebäude.